# 馬克沁M/32-33重機槍
馬克沁M/32-33（英語：Maxim M/32-33）是一款由芬兰槍械工程師艾莫·拉赫蒂以俄罗斯M1910重機槍修改研發的重机枪，發射7.62×53毫米R步枪子彈。

## 概述
馬克沁M/32-33的射速能夠達到850發／分，而俄羅斯的M1910和芬蘭更早期型的M/09-21卻只有600發／分。當中的原因不只是得益于艾莫·拉赫蒂受命為該機槍而研製的一條新型金屬彈鏈这样簡單，还包括了其他的改進，比如加速器機構和槍口助退器。M/32-33對於马克沁机枪的其他改進包括將整個握把部分進行了重新設計，並加入了光學瞄準鏡安裝點。
馬克沁M/32-33與其他的芬蘭马克沁机枪另一不同之處在於它從一開始就被設計成為適合在防空用途上使用。M/32三腳架的設計和與其一起發配的額外部件使其能夠被輕易地调整成為防空槍架，而且防空射擊配件都包括在內。
M/32-33最後加入的改進是在水冷式套管以上加装了填充冰雪覆蓋，在冬季時，這種功能可使用冰雪代替冷却水，从而没需要特意攜帶和關照3公斤的冷卻水。上世紀二戰時期，蘇聯亦也采用這個功能並应用在其馬克沁機槍以上。
1933年至1935年之間，數百挻早期型的M/09在1號槍廠進行軍事設備現代化修改，改進以後變成M/32的規格。這些武器又被稱為M/09-32。
芬蘭生產了約1,200挻M/32-33重機槍。他們大多數在戰爭的最後階段之中被破壞。到了1951年，這種武器類型只剩餘563挻。

## 圖集

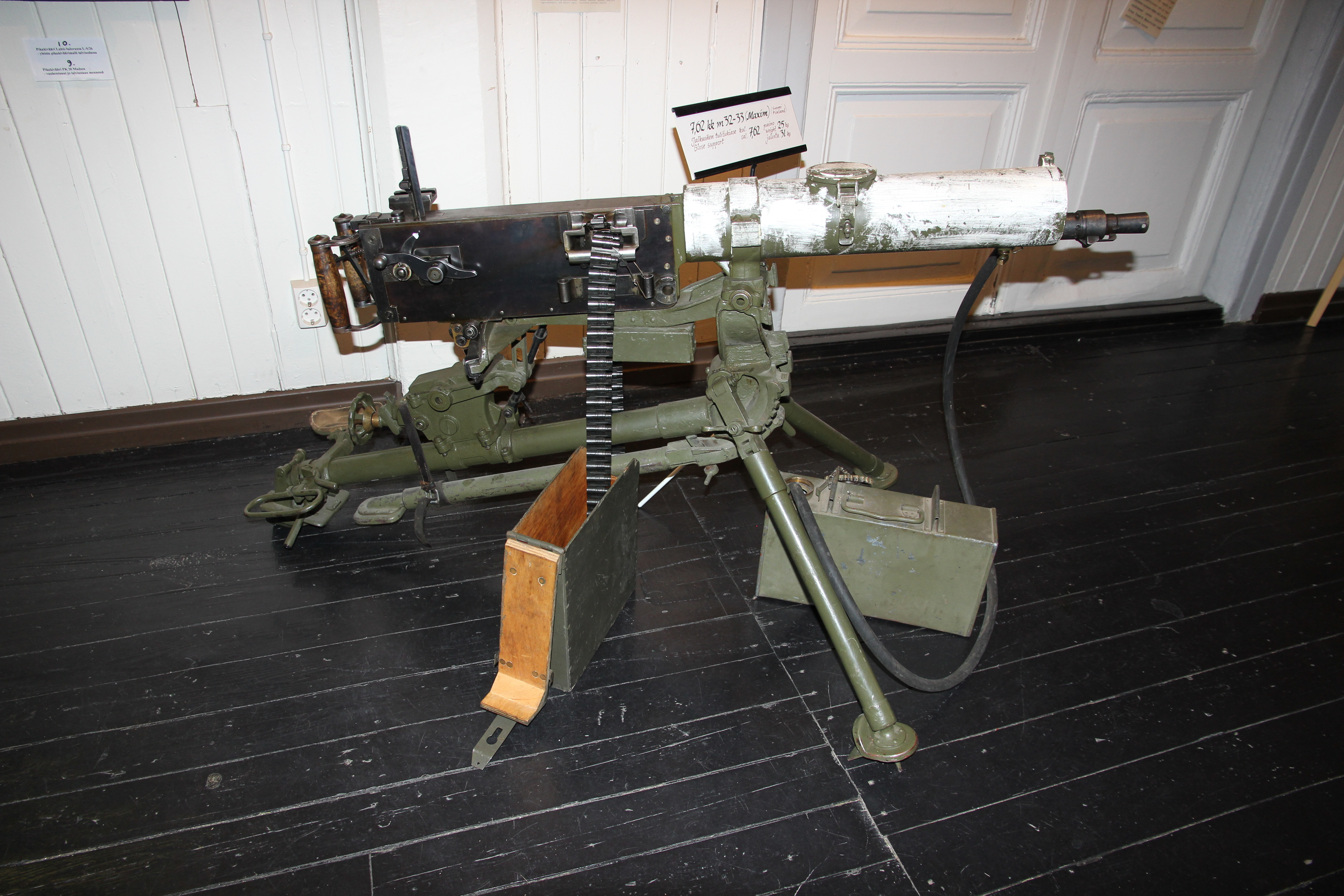
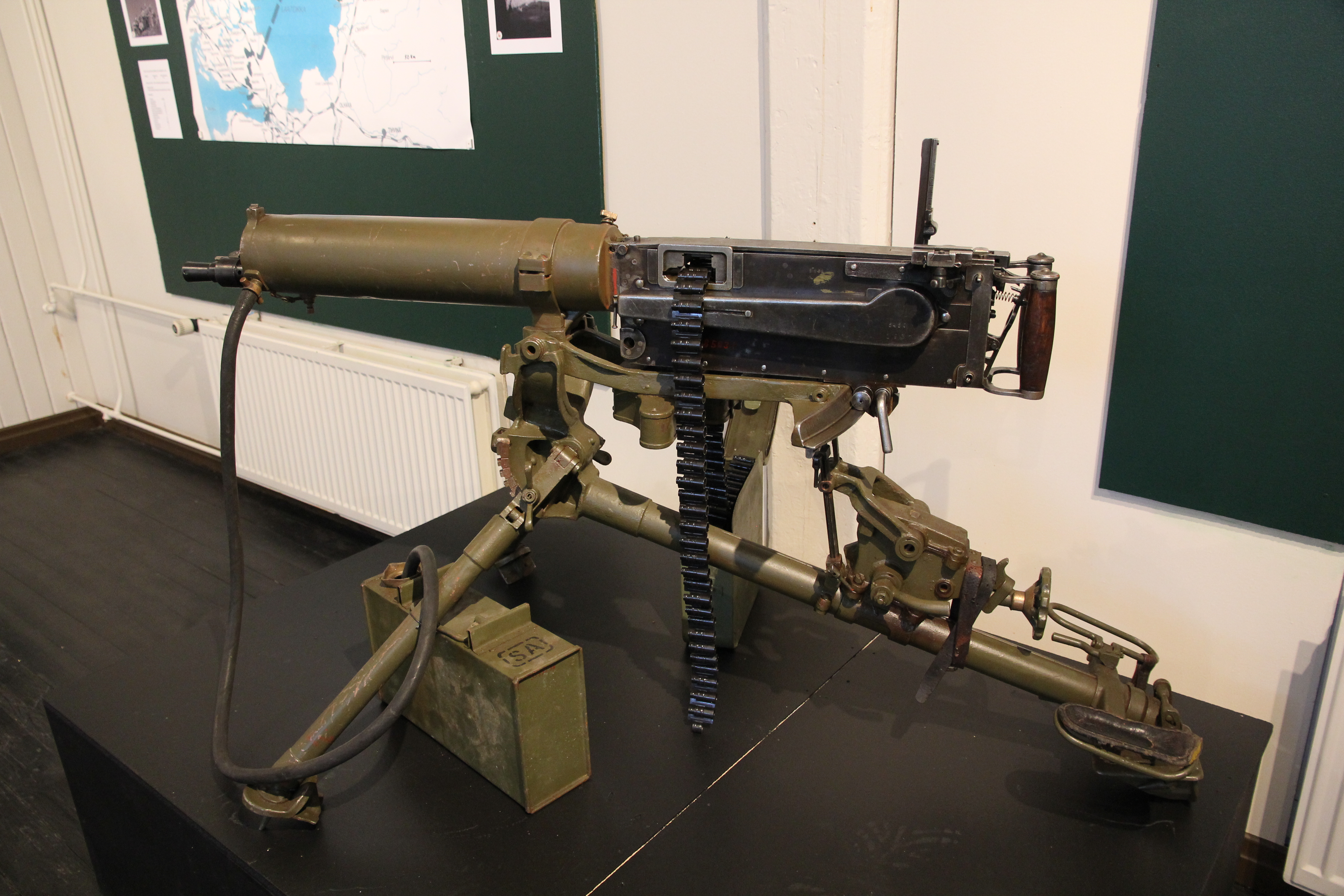
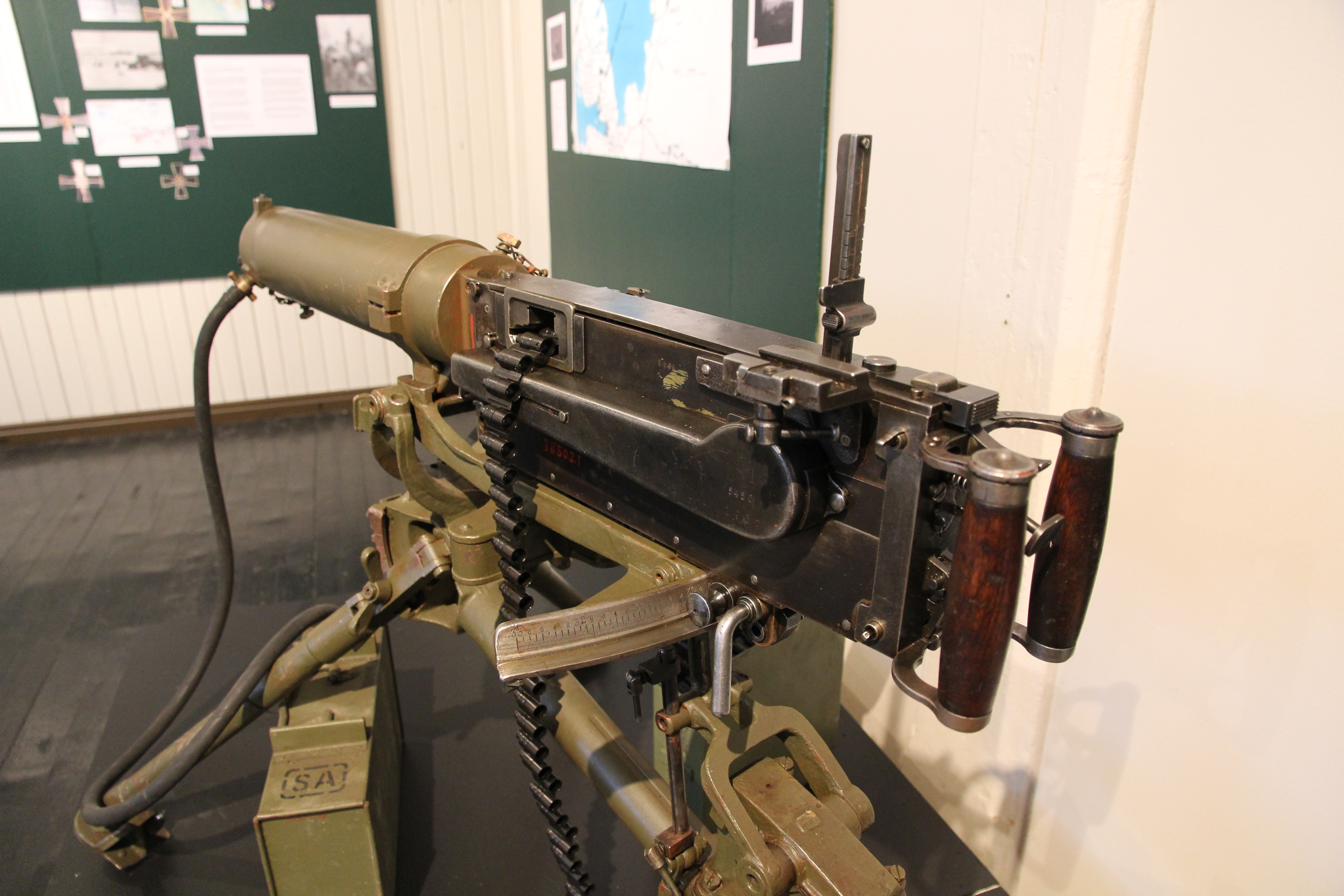
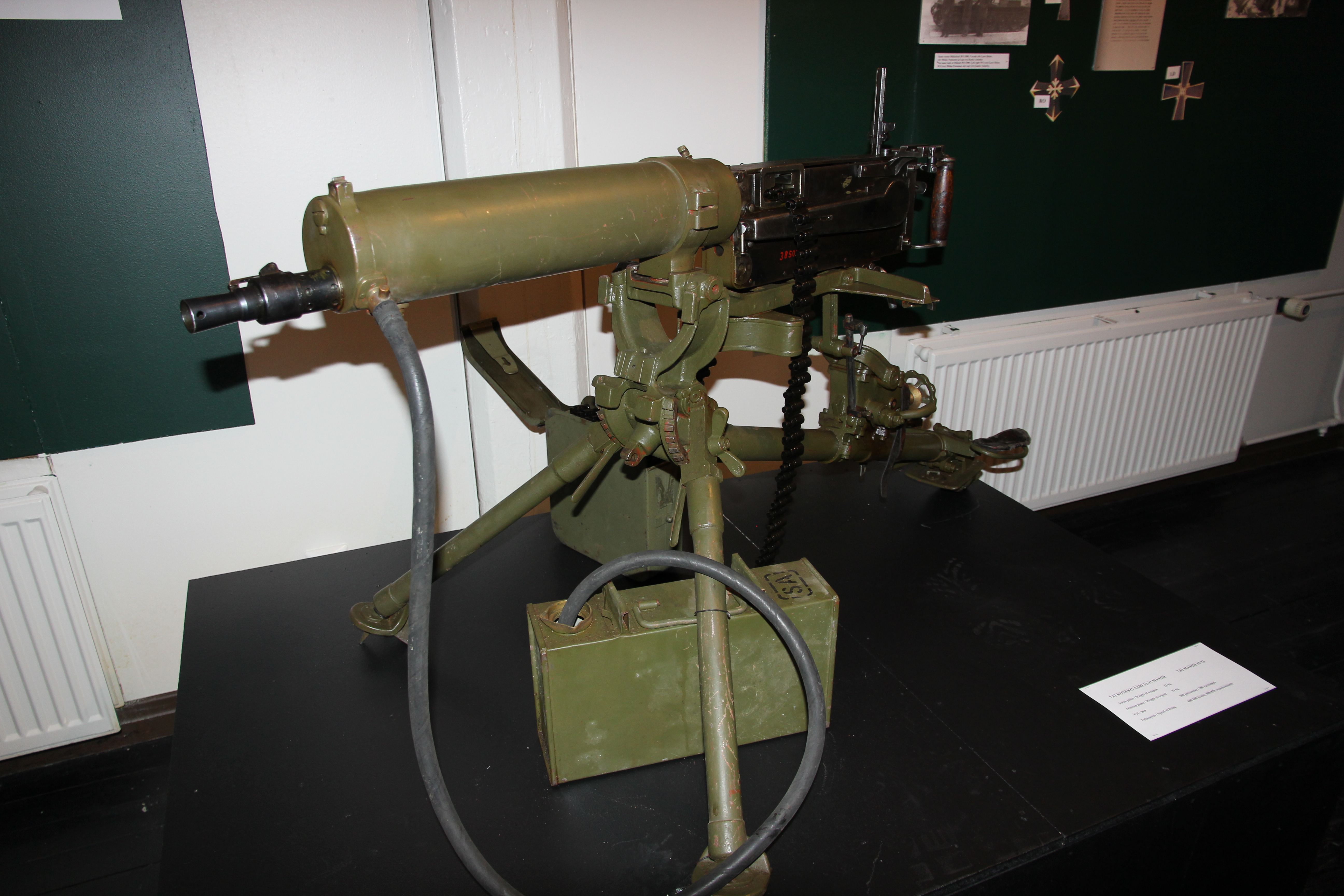

## 使用國
- 芬兰

## 外部連結
- （英文）—7,62 mm Maxim M/32-33 （页面存档备份，存于） - Jaegerplatoon.com
- （英文）—The Finnish Maxims M09/21 & M32/33 （页面存档备份，存于） - mosinnagant.net